# 広橋兼仲
広橋 兼仲（ひろはし かねなか）は、鎌倉時代後期の公卿。勘解由小路 兼仲（かでのこうじ かねなか）の名で知られている。民部卿・広橋経光の次男。官位は従二位・権中納言。日記『勘仲記』の著者。

## 経歴
建長4年（1252年）に元服、正嘉2年（1257年）に叙爵し、紀伝道（文章道）を学ぶ。
正元元年（1259年）に民部少輔に任じられ、近衛家・鷹司家の家司となり、弘安元年（1278年）より鷹司兼平・近衛家基の執事を務めた。
弘安3年（1280年）に兄兼頼が蔵人頭右大弁在任中に没すると嫡子として扱われ、弘安7年（1284年）に蔵人に任ぜられ、同10年に右少弁、正応元年（1288年）に左少弁、翌年には右中弁、左中弁に、その翌年には右大弁、左大弁に任じられ、春宮亮も兼任、正応4年には蔵人頭に任じられた。
この間に左右宮城使や造興福寺長官（興福寺造寺司）や亀山上皇院司も兼ねている（『勘仲記』の記事より同時に後深草上皇と室町院の院司も兼ねていたとみられている）。正応5年（1292年）に日野資宣の死により日野長者と任じられ、同年11月5日に蔵人頭から参議に任ぜられ、翌永仁元年（1293年）には従三位に叙せられて権中納言となる。
永仁2年（1294年）に権中納言を辞任するが正三位に叙され、正安元年（1299年）には従二位に叙せられた。嘉元3年（1305年）に日野長者を日野俊光に譲り、徳治3年（1308年）に出家して間もなく病死した。

## 兼仲記
日記『兼仲記』を残した。日記は不要となった紙の裏を再利用したもの（紙背文書）である。日記そのものからではないが、紙裏からは康和地震（1099年）における土佐国の津波被害の状況が見出されている。

## 系譜
- 父：広橋経光（1212-1274）
- 母：藤原親実の娘
- 妻：源親時の娘
  - 次男：広橋光業（1287-1361）
- 生母不明の子女
  - 男子：広橋光資
  - 男子：宗昭
  - 男子：時兼
  - 女子：参議藤原嗣実室
  - 女子：典侍
  - 女子：左兵衛督藤原氏家室